# Hans Günter Aurich
Hans Günter Aurich (* 14. Dezember 1932 in Meuselwitz; † 19. Mai 2024 in Kronberg im Taunus) war ein deutscher Chemiker, Professor für organische Chemie der Philipps-Universität Marburg und politischer Gefangener der Sowjetunion.

## Leben
Hans Günther Aurich studierte in der DDR nach dem Abitur von 1950 bis 1952 Chemie und Biologie als Lehramtsstudium an der Universität Leipzig. Während dieser Zeit wurden die Staatssicherheitsorgane auf ihn aufmerksam, da er im Freundeskreis die Verteilung von anti-sowjetischen Flugblättern besprach. Am 26. April 1952 erfolgte seine Verhaftung in Meuselwitz. Im Juli 1952 erfolgte dann seine Verurteilung im Gefängnis Leistikowstraße zu 25 Jahren Lagerhaft wegen Spionage, Vorbereitung aktiven Widerstandes, Vorbereitung von Terroraktionen und Bildung einer antisowjetischen Gruppe. Daraufhin wurde er im  September des gleichen Jahres über Moskau nach Workuta in der Sowjetunion deportiert. Dort musste Aurich in den Kohlebergwerken arbeiten. Ab Januar 1955 erfolgte ein etappenweiser Rücktransport nach Deutschland über die Lager in Inta und Suchobeswodnoje. Am 15. Oktober 1955 erreichte Aurich das Entlassungslager Fürstenwalde/Spree, um am 16. Oktober 1955 im Aufnahmelager Friedland in der Bundesrepublik Deutschland anzukommen.
Im November 1955 nahm er in Marburg das Chemiestudium wieder auf und schloss es 1962 mit der Promotion ab. Im Jahr 1967 habilitierte er sich bei Karl Dimroth für das Fach Organische Chemie. 1970 wurde er dann an der Universität Marburg zum Professor ernannt. Im Jahr 1996 rehabilitierte ihn die Generalstaatsanwaltschaft der Russischen Föderation. 1998 wurde er aus Altersgründen in den Ruhestand versetzt.
Aurich lebte auch nach seiner Pensionierung in Marburg und verfasste ein autobiographisches Buch. Während seiner Lehrtätigkeit war er Mitautor eines Praktikumsbuches.
Sein Forschungsinteresse während seiner aktiven Zeit als Professor umfasste mechanistische und methodische Studien um 1,3-Dipolare Cycloadditionen und hier insbesondere die der Nitrone, Aminyloxide und Nitroxide.

## Publikationen
- mit Peter Rinze: Chemisches Praktikum für Mediziner. Teubner, Stuttgart Leipzig Wiesbaden 2001, ISBN 3-519-43513-6.
- Und der Morgen leuchtet in der Ferne : Lehrjahre unter zwei totalitären Regimen. Gerhard-Hess-Verlag Schussenried 2007, ISBN 978-3-87336-336-6.